# Église Saint-Pierre-Saint-Paul d'Audigny
Pour les articles homonymes, voir Église Saint-Pierre-et-Saint-Paul.
L'église Saint-Pierre-Saint-Paul d'Audigny est une église située à Audigny, en France.

## Localisation
L'église est située sur la commune d'Audigny, dans le département de l'Aisne.

## Historique
Par délibération du 9 décembre 1827, le conseil municipal a imposé à l'instituteur l'obligation de sonner la cloche de l'église le matin, le midi et le soir et aussi de faire balayer l'église le samedi de chaque semaine. Ladite obligation a duré jusqu'au 1er octobre 1860 .
A l'intérieur de la nef se trouve une pierre tombale portant l'inscription suivante : "Ici repose le corps de Messire Eustache Armand Philippe, chevalier et seigneur de Boisville et de l'Etang, décédé à l'âge de 39 ans le 2 août 1755" .

### Galerie

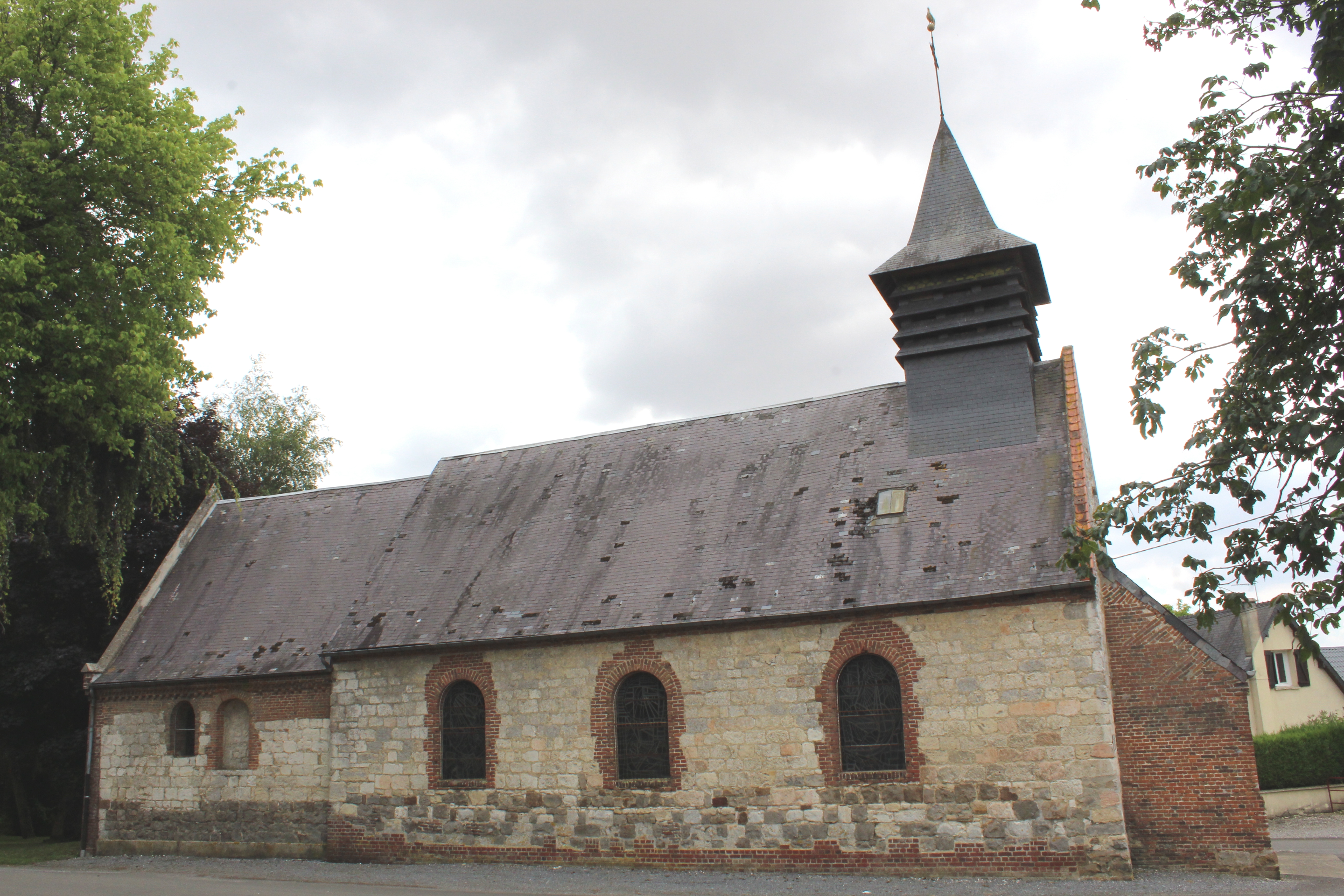
Vue latérale.
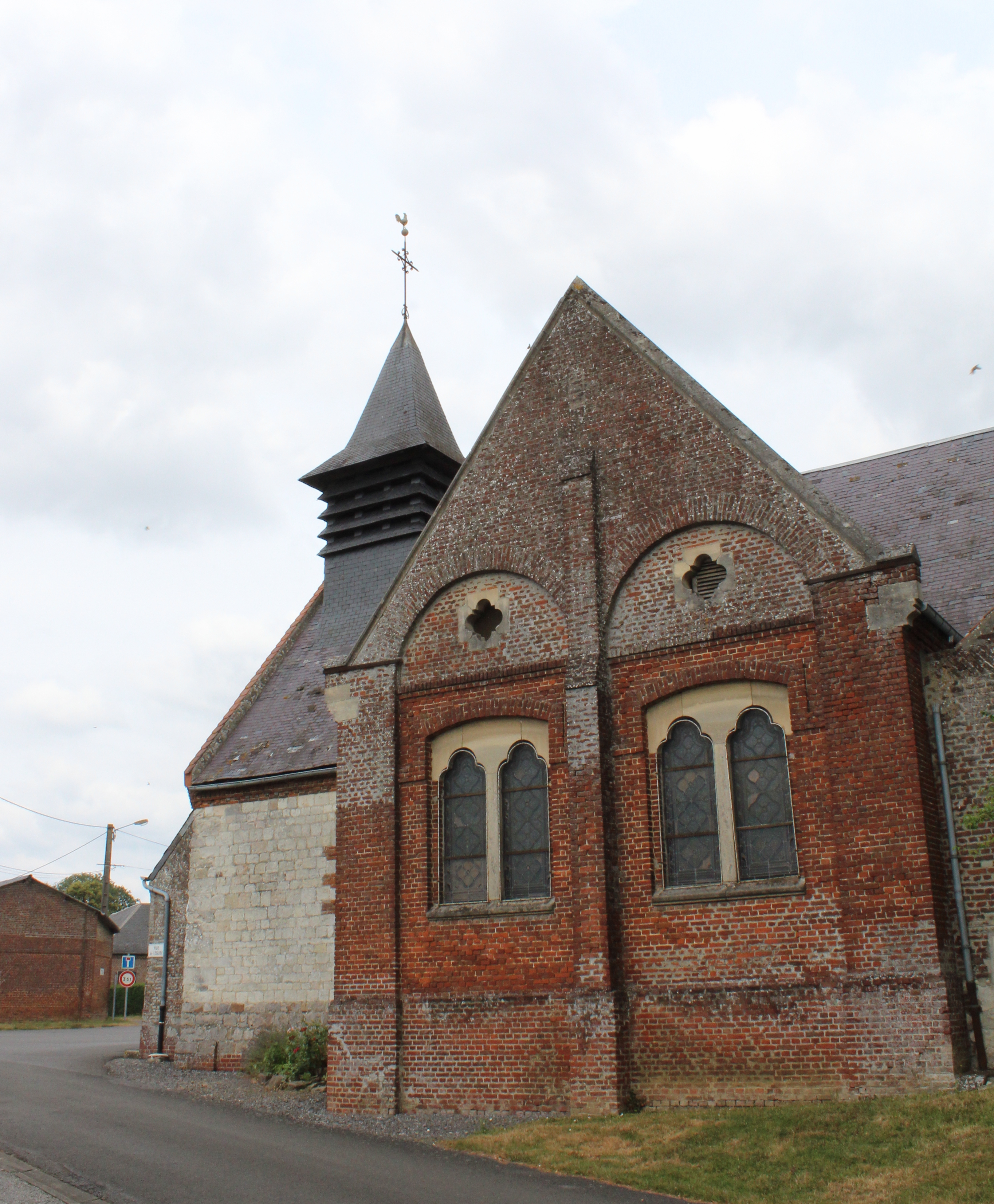
Le transept en brique.
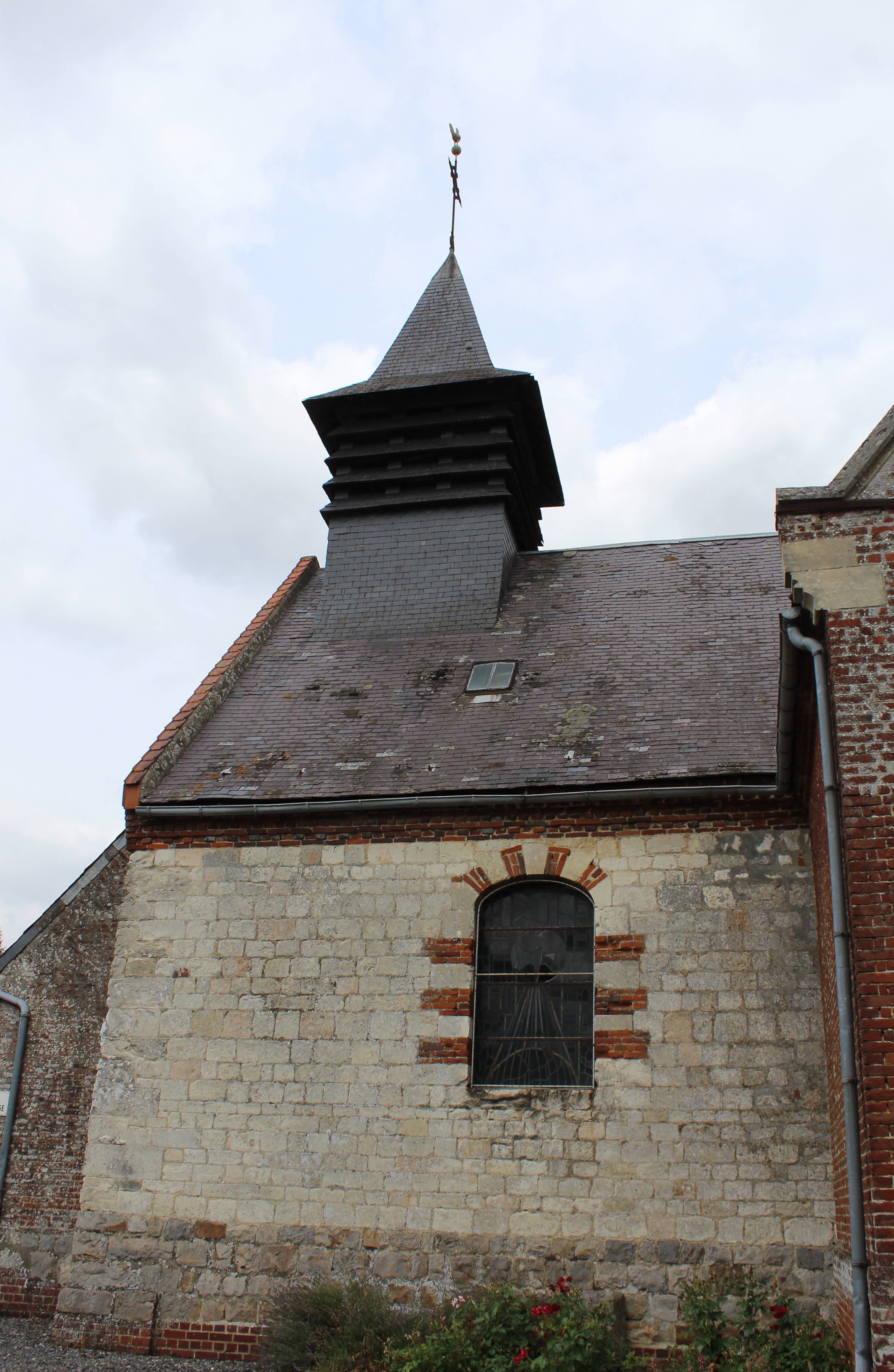
La nef en pierre et le clocher couvert d'ardoise.
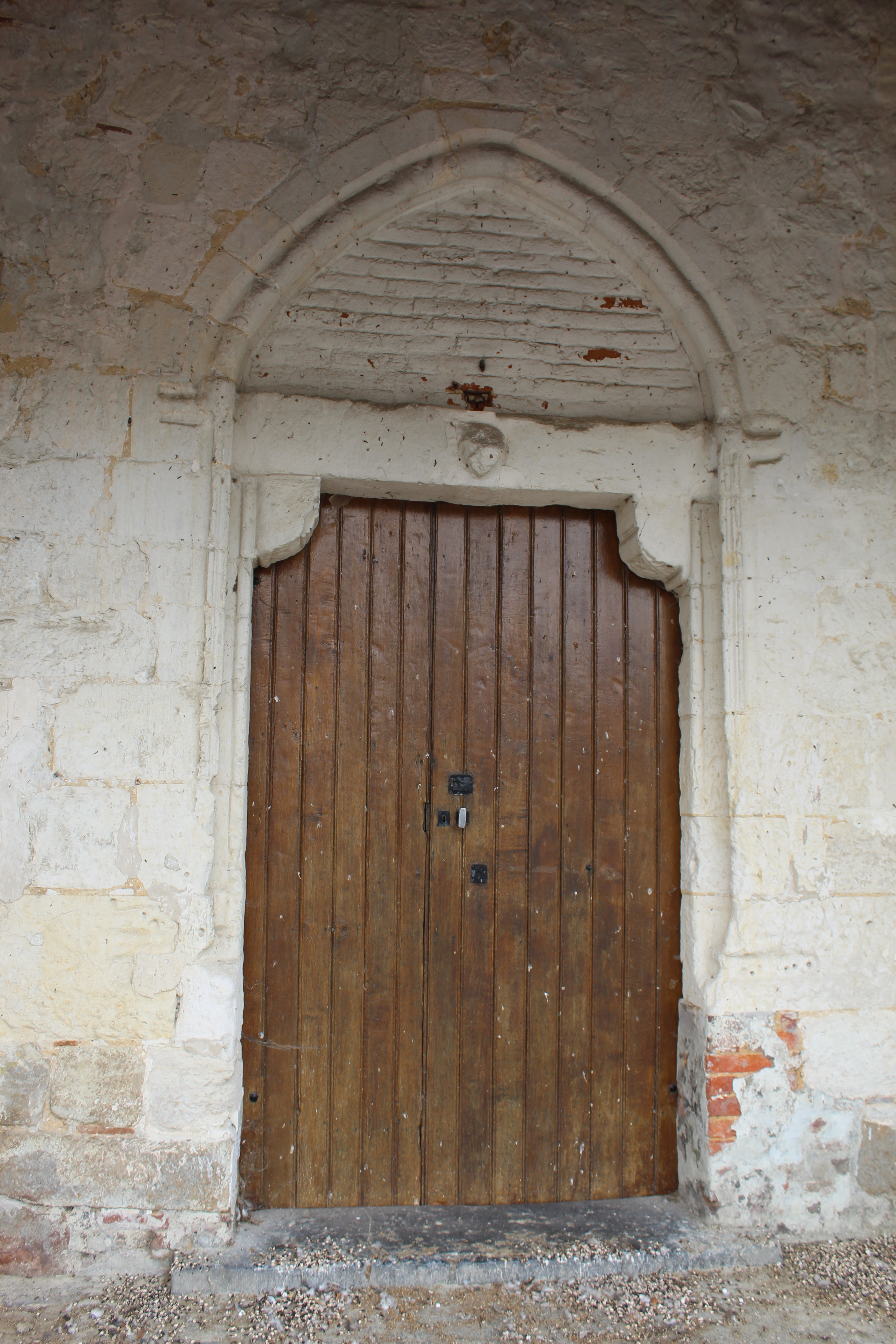
Le porche.
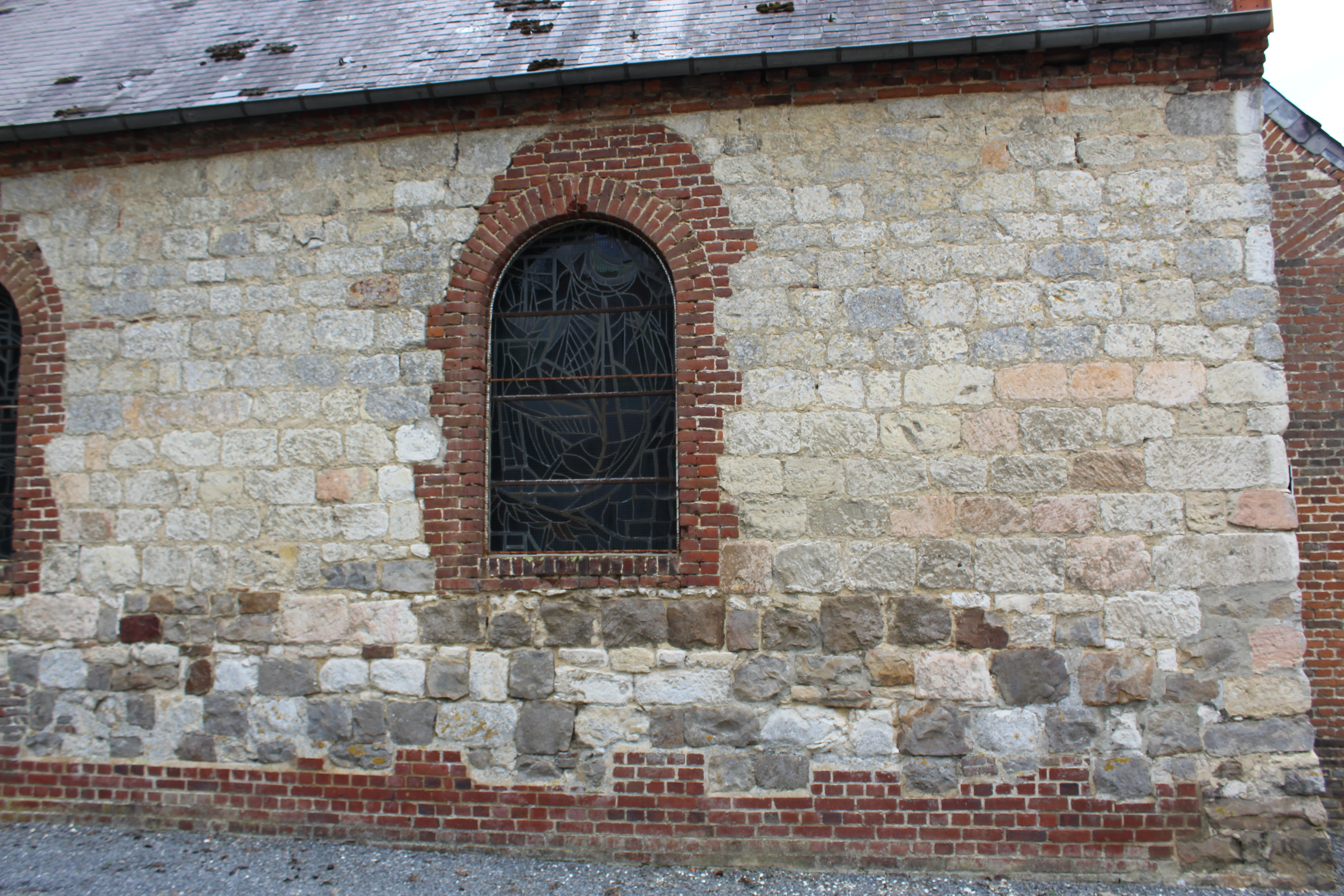
Détail de l'appareil : des briques au sol, 4 rangs de grès, des pierres calcaires et l'entourage des fenêtres en briques.
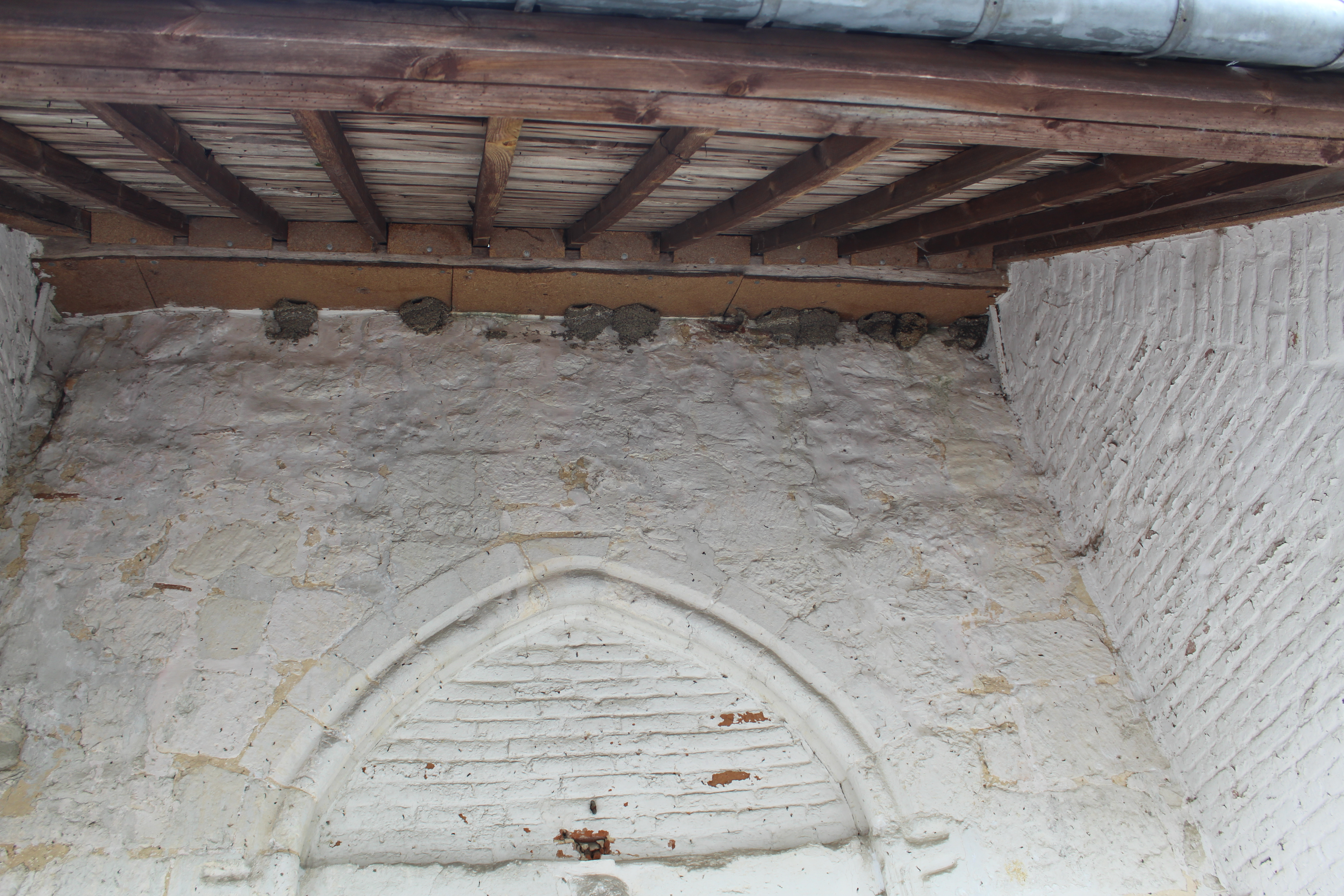
Le porche, hôte des hirondelles.